# فرقة السلطان مراد
فرقة السلطان مراد (بالتركية: Sultan Murat Tümeni) هي جماعة مسلحة في الحرب الأهلية السورية، أُنشئت من مكون أغلبه ينتمي إلى تركمان سوريا. وتتماشى مع المعارضة السورية ومعتمدة بشكل كبير من قبل تركيا، التي تقدم لها التمويل والتدريب العسكري والدعم الجوي. وهي الفئة الأكثر بروزا من بين كتائب تركمان سوريا والمدعومة من تركيا.